# Popsko, Haskovo
Popsko (în bulgară Попско) este un sat în comuna Ivailovgrad, regiunea Haskovo,  Bulgaria. 

## Demografie
Componența etnică a satului Popsko
     Turci (6,38%)
     Bulgari (93,61%)
     Nicio identificare (0%)
     Altele (0%)
La recensământul din 2011, populația satului Popsko era de 47 locuitori. Din punct de vedere etnic, majoritatea locuitorilor (93,61%) erau bulgari, cu o minoritate de turci (6,38%). Pentru 0% din locuitori nu este cunoscută apartenența etnică.